# 新宿ジョイポリス
新宿ジョイポリス（しんじゅくジョイポリス）は、かつて東京都渋谷区にあったアミューズメントテーマパークである。

## 概要

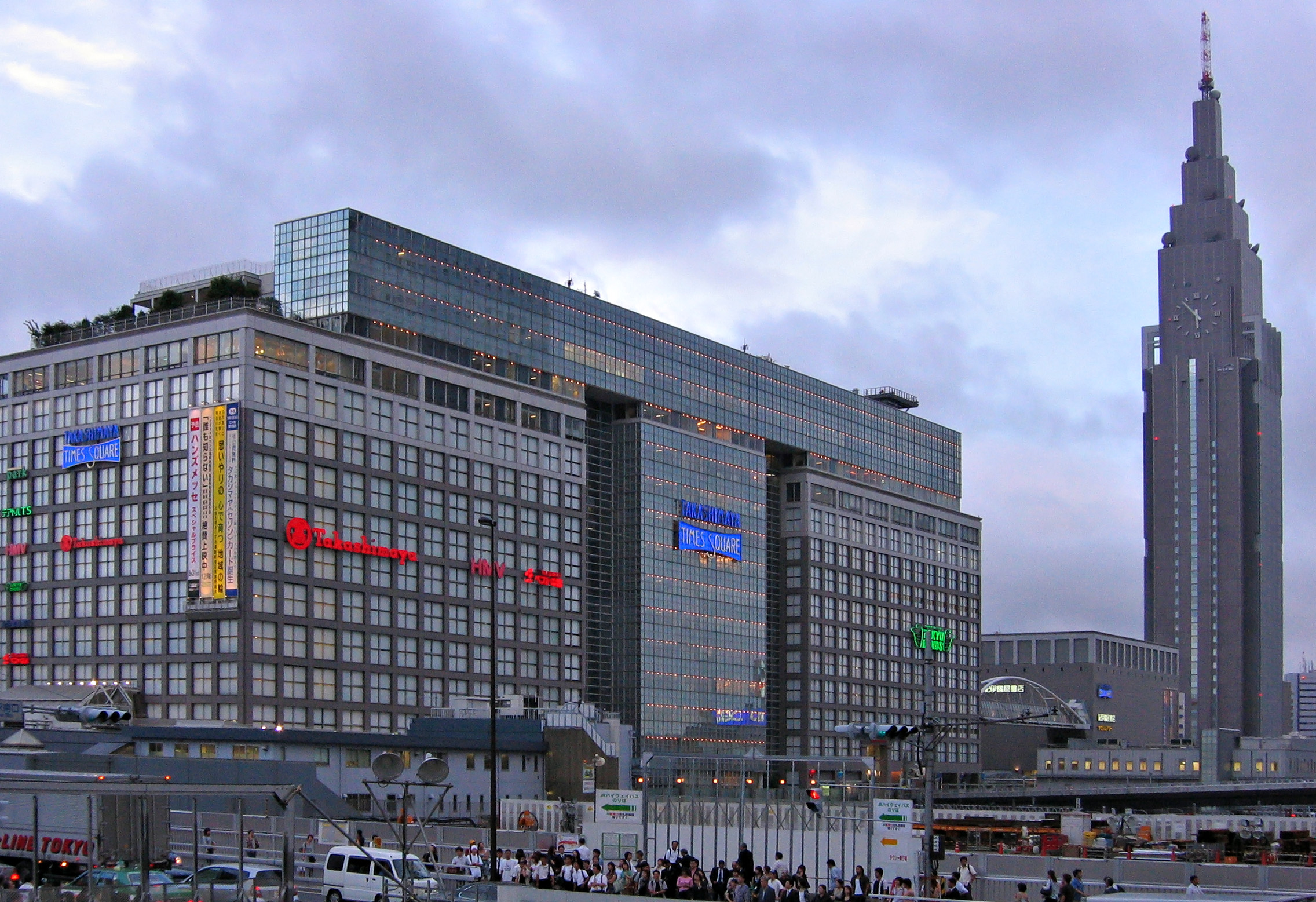
新宿ジョイポリスがあったタカシマヤタイムズスクエア

1996年（平成8年）10月4日、新宿駅南口に位置するタカシマヤタイムズスクエアのオープンにあわせ、施設内の10･11階にオープン。同時に12階から14階にオープンした3D映像劇場のIMAXシアターとあわせて大型アミューズメント施設として中心に人気を博したが、アミューズメント市場を取り巻く環境変化から年々客足が遠のき、新規にアトラクション導入を図るも、開店当時のオペレーション力を欠いたことなどから、予想を下回る集客となった。
2000年（平成12年）8月31日で営業を終了、閉館した。運営会社のセガ・エンタープライゼスは閉館に至った理由として、同社が運営している他のジョイポリス（台場と横浜）との競合激化、タカシマヤとの契約更改がコスト的な面で成立しなかった、という2点を挙げた。
開店時に当施設が初設置となったものは下記のとおり。
- セガラリー・スペシャルステージ
- 激流 ～ワイルドリバー～
- スーパーランキング
- ショッキングメイズ

その他アトラクションは他ジョイポリス、他遊戯施設等にて設置されていた。他、業界初となる大人数で遊べる８角形ホッケー（パニックホッケー）を設置していた。
現在、10階は髙島屋に、11階はユザワヤとなっている。